# Байт (компьютер)
ПЭВМ «Байт» (модификации «Байт» и «Байт-01») — 8-разрядный домашний компьютер, частично совместимый с ZX Spectrum.

## Описание
Компьютер был доработан по сравнению ZX Spectrum, имел альтернативную периферию ZX Spectrum отечественного производства, был популярен и очень хорошо продавался, хотя и имел ряд недоработок.

### Память
«Байт» имел в запасе 48 килобайт оперативной памяти и 2 переключаемых ПЗУ по 16 Кб, одно из них — с кириллическим шрифтом. Переключение русифицированного ПЗУ и оригинального производилось нажатой или отжатой кнопкой переключения на торцевой поверхности (кнопка «Совмест»).
«Байт» позволял производить расширение RAM до 128 КБ на внешнем контроллере. Объём памяти «Байта» научились расширять до 256 КБ и даже до 1024 КБ. Также была возможна замена ROM BASIC-48 на BASIC-128.
Возможность работы с памятью выше 64 KБ (процессор с 16-битной шиной данных не может адресовать линейную память свыше 64 Кб) как правило решалась путём переключения банков памяти (см. КР580ВМ1).

### Отличия от ZX Spectrum
К прочим дополнительным возможностям, помимо вышеуказанного дополнительного ПЗУ, можно отнести:
- 3-канальный таймер (КР580ВИ53) в качестве звукового синтезатора, встроенный динамик.
- Клавиатурный джойстик, дублировавший клавиши внешнего подключаемого джойстика.
- Расширенная клавиатура (дополнительные клавиши по сравнению с ZX Spectrum) напоминала клавиатуру IBM PC, имела нанесенную на клавиши кириллицу.
- SECAM-кодер для подключения к антенному входу советских телевизоров.

У «Байта» была хорошая комплектация и документация: в комплекте «Байта» были 2 шнура, 2 кассеты или дискеты (в зависимости от модификации «Байт» или «Байт-01»), множество Руководств по эксплуатации для «Байт-01»; для «Байта» имелась книжка с описанием под названием «Знакомьтесь — компьютер Байт». Данное руководство содержало помимо стандартного описания:
- полное описание встроенного Бейсика с примерами использования, в том числе использования встроенного синтезатора (сопроцессора КР580ВИ53);
- описание распределения памяти «Байта», с детальным описанием системных переменных;
- описание системы команд Z80 (ассемблер Z80).

### Отличия модификации «Байт-01» от «Байта»
- «Байт-01» рассчитан на работу с КВУ (контроллер внешних устройств) вместо магнитофона у «Байта», соответственно, в комплекте: КВУ, адаптер сопряжения с КВУ, дискеты.
- Объём ОЗУ стал составлять 128 КБ, но использовать его так, как оно используется на 128-х ZX Spectrum, невозможно — у «Байт-01» иной принцип организации расширенной памяти. Для управления памятью в «Байт-01» служит регистр конфигурации (аппаратно расположен в адаптере «Байт-01А»).
- Совместимость. По сравнению с компьютером «Байт» плата у «Байт-01» перекомпонована. Убраны ПЗУ РТ5 и РТ7, которые отвечали за режим совместимости в «Байт». Клавиатура не изменилась. Всё ОЗУ выполнено на КР565РУ5 — обе линейки.

Кнопка «Совмест» стала — «Откл. звука».
- При включении компьютер не выходит сразу в Бейсик, а пытается загрузить операционную систему с загрузочной дискеты. Если нужен Бейсик, то при сбросе надо держать одновременно нажатыми клавиши «ЫВА». Из сего следует, что встроенный тест памяти, который был в «Байте», убран из ПЗУ. А ещё из этого следует, что «Байт-01» можно использовать как обычный Спектрум без подключения к КВУ.
- Для работы в CP/M появился новый графический режим — 512*192 точек в строке. Переключением графических режимов занимается порт управления экраном.

### Разъемы
- «ТВ».
- «RGB» — для подключения RGB-монитора.
- «МФ» — для подключения кассетного магнитофона.
- «Сист» — для подключения внешних интерфейсов. Стандартно «байт» позволял подключать как отечественную периферию для «Байта», так и Spectrum-периферию: КВУ, специально разработанный для «байта» и содержащий несколько НГМД и НЖМД), принтер (например, МС6313 или Epson FX800, подключались непосредственно к КВУ) или Beta Disk Interface.
- «Питание».
- «Джойстик» — для подключения внешнего джойстика.

### Внешние носители
- В качестве типового устройства для считывания и записи программ к разъёму «МФ» подключался бытовой кассетный магнитофон. Носителем информации служила классическая магнитофонная кассета типа МК 60, позволявшая хранить информацию до 500 Кбайт. Длительность загрузки программ среднего объёма составляла в среднем 2-3 минуты.
- Для работы с НГМД и НЖМД использовались следующие штатные возможности.

1. КВУ — заводская разработка специально для «Байта-01». Соответственно, выпускалась в более поздних модификациях. Представлял собой подобие современного Midi Tower-корпуса с несколькими НГМД и НЖМД и подключался через разъем «Сист» специальным адаптером для сопряжения модификации «Байт-01» с КВУ. Внешне комбинация «Байта» с КВУ имела сходство скорее с современным IBM PC, чем со Spectrum. КВУ позволял подключать НГМД, НЖМД, параллельный и последовательный порты, локальную сеть. Был предназначен для работы в ОС CP/M.
2. Периферия ZX Spectrum, подключаемая через «родные» внешние интерфейсы ZX Spectrum, такие как DISCiPLE, Beta Disk Interface, ZX Interface 1, ZX Interface 2 — см. периферия ZX Spectrum. Периферия под данными интерфейсами работала либо с помощью стандартных команд Sinclair BASIC, либо под управлением DOS-подобных систем, например TR-DOS.

Одной из проблем совместимости «Байта» было то, что на плате установлен программный таймер КР580ВИ53, и его порты конфликтуют с портами Beta Disk Interface, что, собственно, и создаёт проблему подключения контроллера. Изначально работниками завода было разработано модифицированное ПЗУ TR-DOS специально для этого контроллера, отличавшееся несовместимостью со многими программами. Поэтому программистом VfNG из New Group был сделан ряд доработок к этой прошивке, позволивших устранить некоторые (но не все) проблемы. Тем не менее, отечественные клоны Beta Disk Interface c TR-DOS существовали, подключались через системный разъем «Байта» и успешно использовались.

## Производство
Выпускался с 1989—1990 года Брестским электромеханическим заводом (БЭМЗ), входящим в Брестское производственное объединение средств вычислительной техники (БПО СВТ).
Объём производства нарастал до 1992 года, с 1992—1993 пошёл на спад. Спад производства был вызван объективной экономической ситуацией в результате распада СССР на постсоветском пространстве. Рост же производства до 1992 года происходил «по инерции»: производственные мощности советского периода были все ещё достаточно сильны.
Всего на БПО СВТ было выпущено порядка 65 тыс. штук, согласно статистике, взятой из источника.
Продавался на территории СССР, позднее — на территории Белоруссии, Украины, России.
В декабре 1990 года, компьютер, выпущенный в октябре 1990 года, стоил 960 советских рублей в г. Гродно, БССР.
Цены на компьютер в Белоруссии и на Украине в национальных валютах сильно разнились и постоянно росли по причине новых нестабильных валют. Так, например, изначально в декабре 1990 года компьютер стоил 960 рублей, то в начале 1993 года цена составляла 27 445 белорусских рублей, в конце июля 1993 — уже 52 500 белорусских рублей.